# Sartana (fiktive Person)
Sartana ist eine fiktive Figur, die in einigen Italowestern dargestellt wurde.
Der meist wie ein Totengräber in einen langen schwarzen Duster gehüllte Sartana ist ein Meisterschütze, der unter Anwendung zahlreicher Tricks und ungewöhnlicher Hilfsmittel seine Gegner überlisten kann. Er wurde somit „zu einer Mixtur aus Sherlock Holmes und James Bond im Wilden Westen“. In der offiziellen Filmreihe um die Figur erschienen fünf Filme; in den ersten vier war Gianni Garko der Darsteller des Sartana, während ihn im letzten Film George Hilton verkörperte.
Garko hatte den Sartana bereits im in Deutschland unter dem Namen des Titelhelden aufgeführten Film Mille Dollari sul nero gespielt, der aber in Form und Charakter völlig anders angelegt war und deshalb nicht zur Filmreihe gezählt wird.
Zahlreiche Filme anderer Produktionsfirmen versuchten, vom kommerziellen Erfolg der Figur zu profitieren und nannten ihre Filme oder einen Protagonisten ebenfalls „Sartana“.

## Filmreihe um Sartana
- 1968: Sartana – Bete um Deinen Tod (…Se incontri Sartana prega per la tua morte) von Gianfranco Parolini
- 1969: Sartana – Töten war sein täglich Brot (Sono Sartana, il vostro becchino) von Giuliano Carnimeo
- 1970: Sartana – noch warm und schon Sand drauf (Buon funerale, amigos… paga Sartana!) von Giuliano Carnimeo
- 1970: Sartana kommt… (Una nuvola di polvere… un grido di morte … arriva Sartana) von Giuliano Carnimeo
- 1970: Django und Sabata – wie blutige Geier (C’è Sartana… vendi la pistola e comprati la bara!) von Giuliano Carnimeo

## Andere Filme
- 1969: Django und Sartana, die tödlichen Zwei (Una lunga fila di croci) von Sergio Garrone
- 1969: Sartana – Im Schatten des Todes (Passa Sartana… è l'ombra della tua morte) von Demofilo Fidani
- 1969: Für ein paar Leichen mehr, in Italien: (Sartana non perdona) von Alfonso Balcázar
- 1969: Sie kamen zu viert um zu töten (…e vennero in quattro per uccidere Sartana!) von Demofilo Fidani
- 1970: Quel maledetto giorno d’inverno… Django e Sartana all'ultimo sangue von Demofilo Fidani
- 1970: Der Gefürchtete (Sartana nella valle degli avvoltoi) von Roberto Mauri
- 1970: Django und Sartana kommen (Arrivano Django e Sartana… è la fine) von Demofilo Fidani und Diego Spataro
- 1971: Django sfida Sartana von Pasquale Squitieri
- 1971: Vamos a matar Sartana von Mario Pinzauti
- 1972: Ein Hosianna für zwei Halunken (Trinita e Sartana figli di…) von Mario Siciliano
- 1972: 100 Fäuste und ein Vaterunser (Alleluja e Sartana figli di… Dio) von Mario Siciliano